# 约雷·弗斯特拉滕
约雷·弗斯特拉滕（荷蘭語：Jorre Verstraeten，1997年12月4日—），生于鲁汶，是一名比利时男子柔道运动员。他在六岁时开始练习柔道，当时他原本计划和兄弟打曲棍球，然而当时身边的曲棍球队已经满员，他和兄弟只能练习柔道。大学时，他在布鲁塞尔自由大学修读体育管理硕士学位。他原本隶属于比利时荷兰语社群的柔道联合会，2019年开始他转入比利时法语社群的柔道联合会。